# Jong Tae-se
Jong Tae-se (Japans: Chong Tese, Zuid-Koreaans: Jeong Dae-S, Koreaans: 정대세) (Nagoya, 2 maart 1984) is een Noord-Koreaans betaald voetballer die bij voorkeur in de aanval speelt. Hij tekende in juli 2010 een tweejarig contract bij VfL Bochum met een optie voor nog een seizoen. In 2007 debuteerde hij in het Noord-Koreaans voetbalelftal. Jong Tae-Se draagt als bijnamen onder meer Pau-Pae To-Mi ('sneller dan de wind') en 'de Noord-Koreaanse Wayne Rooney'.

## Levensloop
Jongs ouders zijn tweede generatie Zainichi-Koreanen van Zuid-Koreaanse komaf. Zijn moeder voelde zich Noord-Koreaan en stuurde hem naar een Noord-Koreaanse school. Jong studeerde af aan de Korea University in Japan, een door de Noord-Koreaanse overheid gefinancierde universiteit. Hij gaf zijn Zuid-Koreaanse nationaliteit op. Zuid-Korea erkent Noord-Korea niet als staat en staat geen dubbele nationaliteit toe. Jong kreeg van het Noorden een Noord-Koreaans paspoort. Hij kon op deze manier uitkomen voor het Noord-Koreaanse elftal.
Jong speelde met het nationale team op het WK 2010 en stond in alle drie de Noord-Koreaanse wedstrijden in de basis. Na het toernooi haalde VfL Bochum hem naar Duitsland. Hij tekende er een contract tot medio 2012 met een optie voor nog een seizoen.

## Carrière
| Seizoen | Club                    | Land       | Competitie    | Wed. | Goals |
| ------- | ----------------------- | ---------- | ------------- | ---- | ----- |
| 2006    | Kawasaki Frontale       | Japan      | J1 League     | 16   | 1     |
| 2007    | Kawasaki Frontale       | Japan      | J1 League     | 24   | 12    |
| 2008    | Kawasaki Frontale       | Japan      | J1 League     | 33   | 14    |
| 2009    | Kawasaki Frontale       | Japan      | J1 League     | 29   | 15    |
| 2010    | Kawasaki Frontale       | Japan      | J1 League     | 10   | 5     |
| 2010/11 | VfL Bochum              | Duitsland  | 2. Bundesliga | 25   | 10    |
| 2011/12 | VfL Bochum              | Duitsland  | 2. Bundesliga | 14   | 4     |
| 2011/12 | FC Köln                 | Duitsland  | 1. Bundesliga | 5    | 0     |
| 2012/13 | FC Köln                 | Duitsland  | 2. Bundesliga | 5    | 0     |
| 2013    | Suwon Samsung Bluewings | Zuid-Korea | K League 1    | 25   | 10    |
| 2014    | Suwon Samsung Bluewings | Zuid-Korea | K League 1    | 26   | 6     |
| 2015    | Suwon Samsung Bluewings | Zuid-Korea | K League 1    | 21   | 6     |
| 2015    | Shimizu S-Pulse         | Japan      | J1 League     | 13   | 4     |
| 2016    | Shimizu S-Pulse         | Japan      | J2 League     | 37   | 26    |
| 2017    | Shimizu S-Pulse         | Japan      | J1 League     | 23   | 10    |
| 2018    | Shimizu S-Pulse         | Japan      | J1 League     | 18   | 3     |
| Totaal  | Totaal                  | Totaal     | Totaal        | 324  | 126   |